# Нарин (река)
Нарин (на киргизки: Нарын; на узбекски: Norin; на руски: Нарын) е река в Киргизстан (Исъккулска, Наринска и Джалалабадска област) и Узбекистан (Наманганска област), дясна съставяща на река Сърдаря. Дължина от сливането на двете съставящи я реки Карасай (лява съставяща) и Тарагай (дясна съставяща) 807 km. Площ на водосборния басейн 59 100 km².
Река Нарин се образува на територията на Исъккулска област в Киргистан, на 13 km западно от село Карасай, на 3180 m н.в. от сливането на двете съставящи я реки Карасай (лява съставяща) и Тарагай (дясна съставяща), водещи началото си от ледниците на тяншанските хребети съответно Акшийрак и Терскей Алатау. В горното и части от средното и долното си течение протича в дълбока, на места каньоновидна и почти непроходима долина. Голяма част от средното ѝ течение на протежение от около 250 km преминава от изток на запад през дългата Наринска котловина. При град Ташкумир (Джалалабадска област) излиза от планините на Тяншан и навлиза в северната част на Ферганската котловина. При село Катартут на 403 m н.в. се съединява с идващата отляво река Карадаря и двете заедно дават началото на голямата средноазиатска река Сърдаря.
Основни притоци: леви – Карасай, Каракол, Улан, Атбаши, Карабук, Мазар, Терек, Мукачи, Алабука, Кеклибел, Саргата, Карасу, Саръбел, Аксу; десни – Тарагай, Малък Нарин, Караункюр, Джергетал, Куртки, Кьоксжар, Кьокьомерен, Торкент, Чичкан, Узун Ахмат, Карасу. Има предимно снежно-ледниково подхранване, а в горното течение – предимно ледниково-снежно. Среден годишен отток при изхода си от планините (при град Учкурган, на 40 km от устието) 429 m³/sec, максимален 2880 m³/sec. Максимален отток през май, а пълноводието е от май до август. В горното си течение замръзва. В средното и долното ѝ течение за регулиране на годишния ѝ отток са изградени 4 големи водохранилища, с ВЕЦ-ове в основата на преградните им стени – Камбартинско, Токтогулско (най-голямо, 19,9 km³), Курпсайско и Учкурганско,. В района на киргизското сгт Шамалди Сай надясно от Нарин се отделя Големия Фергански канал, водите на който се използват за напояване във Ферганската котловина. По течението ѝ са разположени градовете Нарин, Каракул и Ташкумир в Киргизстан и Учкурган в Узбекистан.

## Топографска карта
- К-42-Г М 1:500000[4]
- К-43-В М 1:500000[5]
- К-43-Г М 1:500000[6]
- К-44-В М 1:500000[7]